# Morti nel 1119
| Questa pagina contiene informazioni ricavate automaticamente dalle voci biografiche con l'ausilio del template Bio e di un bot. L'aggiornamento è periodico e automatico e ricostruisce completamente la pagina. Se manca una persona in questa lista, sei pregato di non aggiungerla, ma accertati piuttosto che la sua voce biografica contenga il template Bio e che i dati anagrafici siano correttamente compilati. Se il template Bio manca, inseriscilo tu stesso o, in alternativa, metti l'avviso {{tmp\|Bio}} che ne segnala la mancanza. Se i dati riportati sono sbagliati, correggi direttamente la voce biografica; le modifiche saranno visibili in questa lista entro pochi giorni. Per chiarimenti vedi il progetto biografie. La lista contiene solo le 19 persone che sono citate nell'enciclopedia e per le quali è stato implementato correttamente il template Bio. Pagina aggiornata al 13 gen 2025. |

- 6 gennaio - Roman di Volinia, principe russo
- 29 gennaio - Papa Gelasio II, papa, cardinale e santo italiano
- 20 giugno - Henry de Beaumont, I conte di Warwick, nobile (n. 1048)
- 28 giugno - Ruggero di Salerno, cavaliere medievale normanno
- 17 luglio - Baldovino VII di Fiandra, conte
- 22 luglio - Herbert di Losinga, vescovo cattolico normanno
- 4 agosto - Landolfo Rangone, cardinale e arcivescovo cattolico italiano
- 13 ottobre - Alano IV di Bretagna, duca
- 30 ottobre - Gerardo Della Porta, vescovo cattolico e santo italiano
- Giovanni di Tuscolo, cardinale italiano
- Enrico della Bassa Lorena, conte
- Guglielmo, vescovo cattolico italiano
- Ibn 'Aqil, teologo e giurista arabo (n. 1040)
- Liutgarda di Zähringen, nobile tedesca
- Pietro Moriconi, arcivescovo cattolico italiano
- Roberto da Parigi, cardinale e diplomatico francese
- Wang Ximeng, pittore cinese (n. 1096)
- Muriella d'Altavilla, principessa normanna
- Rabodo, nobile tedesco